# Pietro La Vega
Pour les articles homonymes, voir La Vega.
Pietro La Vega, né à une date non connue et mort en 1810, est un ingénieur militaire, dessinateur et archéologue espagnol.
Directeur des fouilles sur le site de Pompéi à la fin du XVIIIe siècle, il a laissé des notes et des dessins qui ont permis la publication de la première synthèse sur les fouilles du site, publiée à partir de 1824.

## Biographie
La date de naissance de Pietro La Vega n'est pas connue.
Il est ingénieur militaire et cartographe de formation.
Il participe aux fouilles de Pompéi des 1764 aux côtés de son frère Francesco La Vega, sous Ferdinand Ier. Quand Francesco meurt, il lui succède comme directeur des fouilles, poste confirmé par Joachim Murat. Sur le terrain, la coordination des fouilles est confiée à Pasquale Scognamiglio, un autre archéologue.
Il instaure des méthodes de fouilles moins destructrices qui préservent mieux les vestiges déjà explorés. Ses notes précises et ses dessins servent de base à François Mazois pour la publication, à partir de 1824, de la synthèse sur les ruines de Pompéi.
Sa mort survient en 1810.